# Janki (Łaszczyn)
Janki – nieoficjalna część wsi Łaszczyn w Polsce położona w województwie mazowieckim, w powiecie grójeckim, w gminie Błędów.
W latach 1975–1998 miejscowość należała administracyjnie do województwa radomskiego.
Przez wieś przebiega droga wojewódzka nr 725.